# Église Saint-Yves de Plouray
L'église Saint-Yves est une église catholique située au bourg de Plouray, en France.

## Localisation
L'église est située au centre du bourg de la commune de Plouray, dans le département français du Morbihan.

## Historique
Une inscription dans le transept de l'église indique 1486. 
Dans le porche, une autre inscription indique 1867. 
Sous la voûte, l'inscription 1687 apparaît. 
Le bénitier est daté de 1688. 
L'autel du XVIIe siècle a été restauré en 1808 et 1954. Après 1965, il est avancé au milieu du chœur.
Le clocher, foudroyé en 1836, a été reconstruit en 1889.
.
L'église était jusqu'en 1839 sous l'invocation de Saint Rivoal ou de Saint René, date à laquelle elle passe sous celle de Saint Yves.
L'église Saint-Yves fait l’objet d’une inscription au titre des monuments historiques depuis le 29 mars 1935.
Le cahier paroissial signale comme seigneurs prééminenciers, les sieurs de Guidfos et de Nouay. De nombreux écus martelés ou effacés sont visibles en différents endroits de l' église. Au chevet et sur la chapelle des fonts : armes des Rohan, princes de Guémené.
L'église date pour les parties les plus anciennes de la fin du XVe siècle ou du début du XVIe siècle mais a connu un important remaniement dans la seconde moitié du  XVIIe siècle.

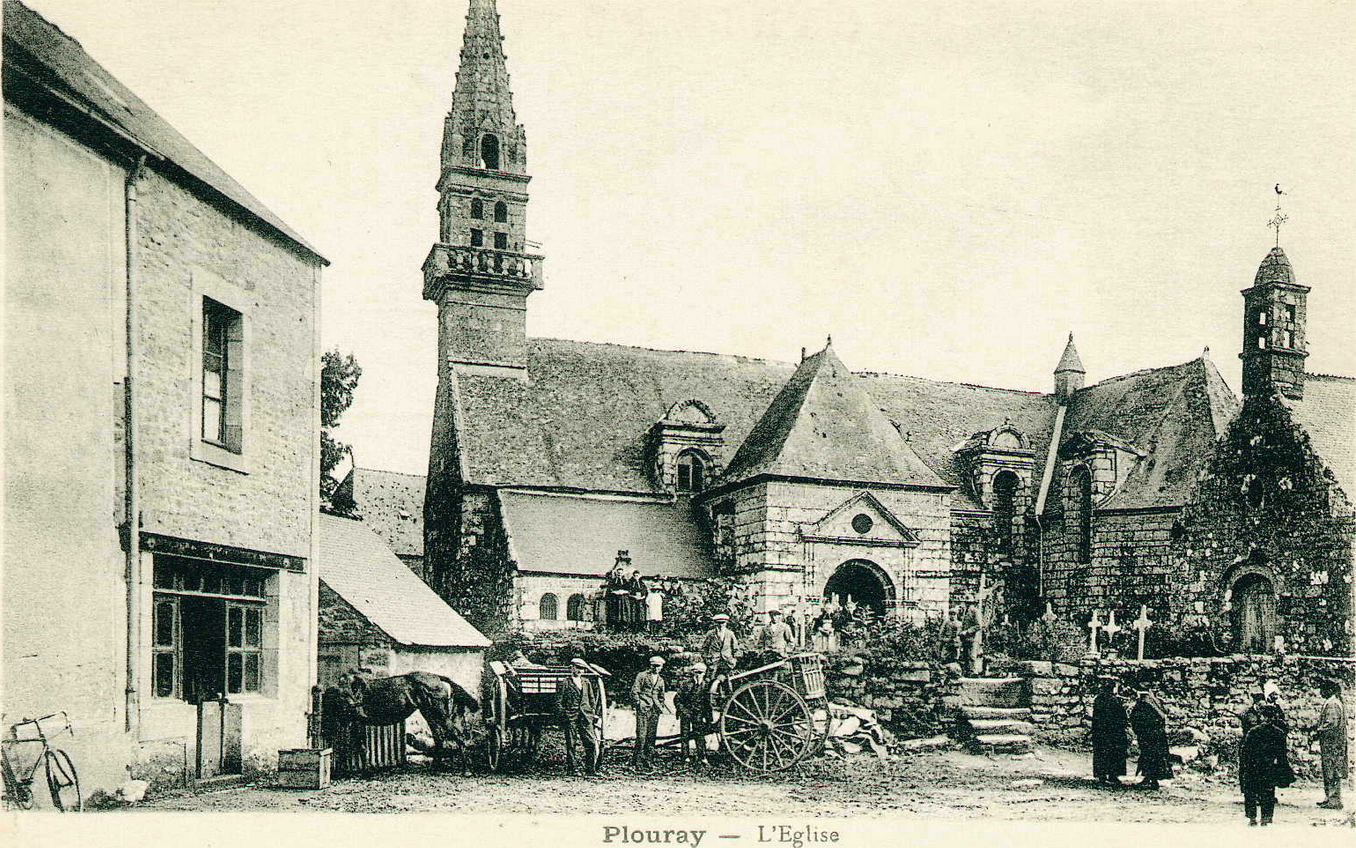
L'église entourée du cimetière au début du XXe siècle et sur la droite la chapelle Notre-Dame-de-Lorette détruite en 1948 et dont la construction remontait au XVIe siècle

## Extérieur de l'édifice

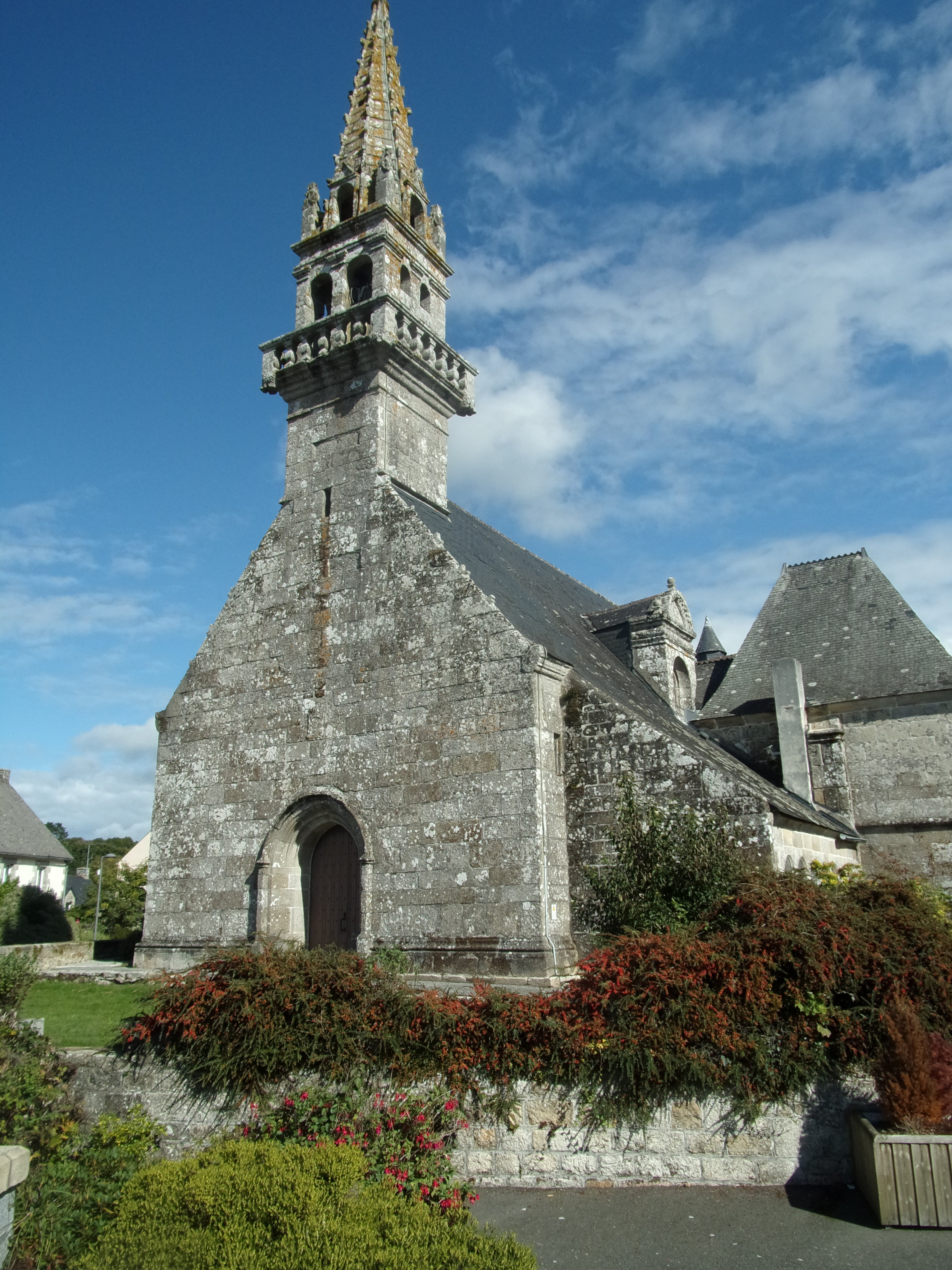
Façade occidentale et flanc sud.
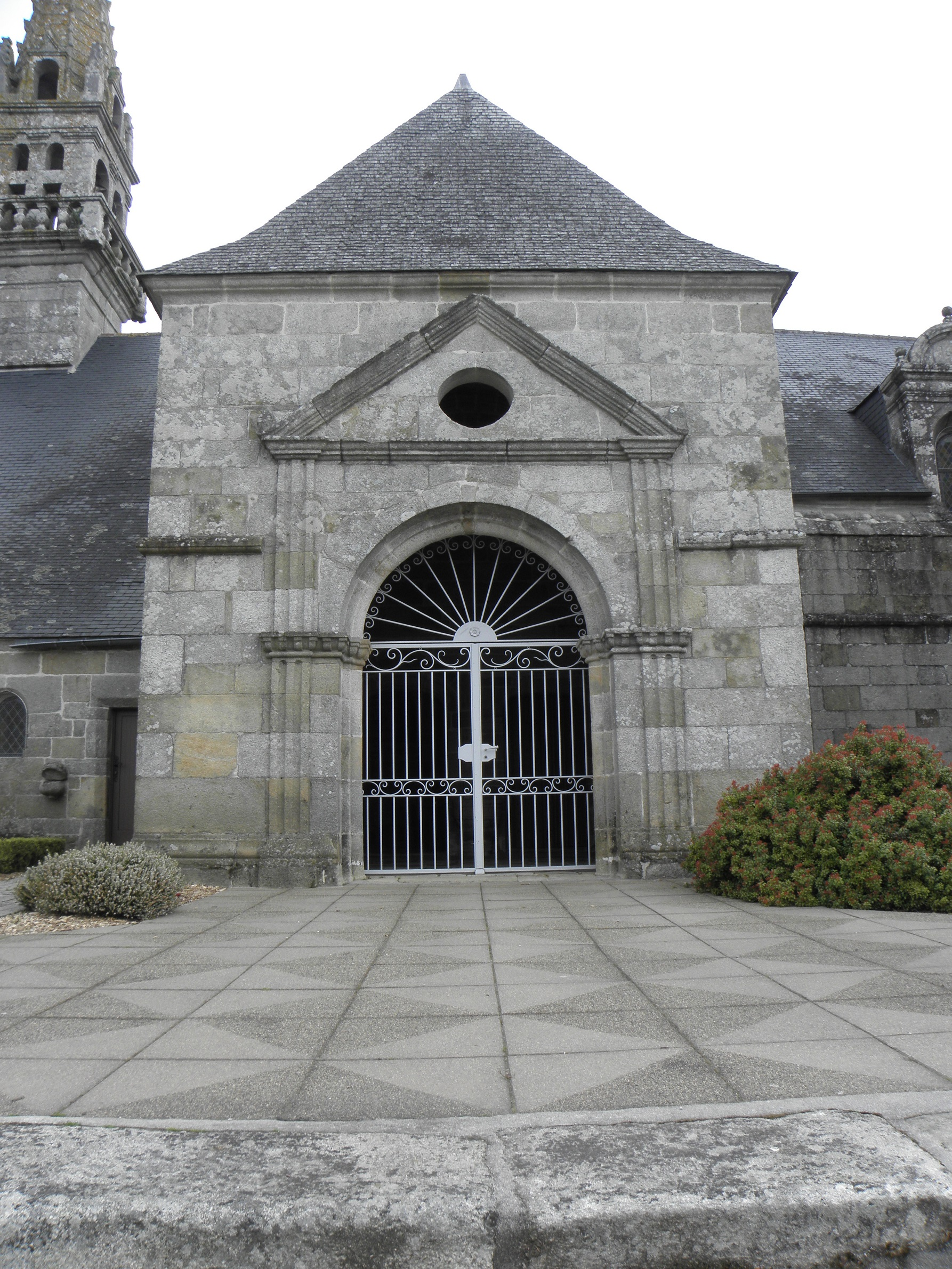
Le porche méridional.
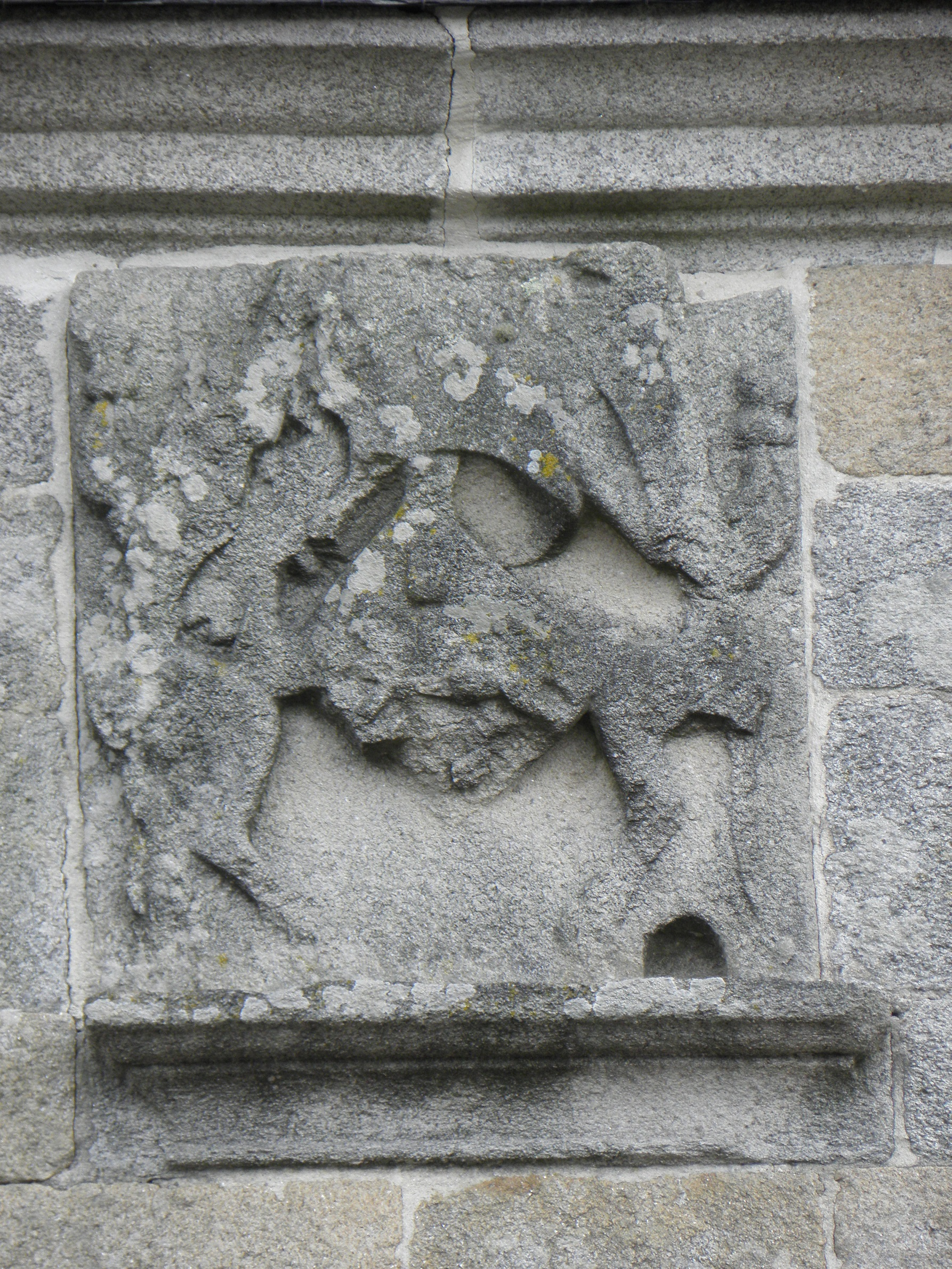
Armes ornant le croisillon sud.
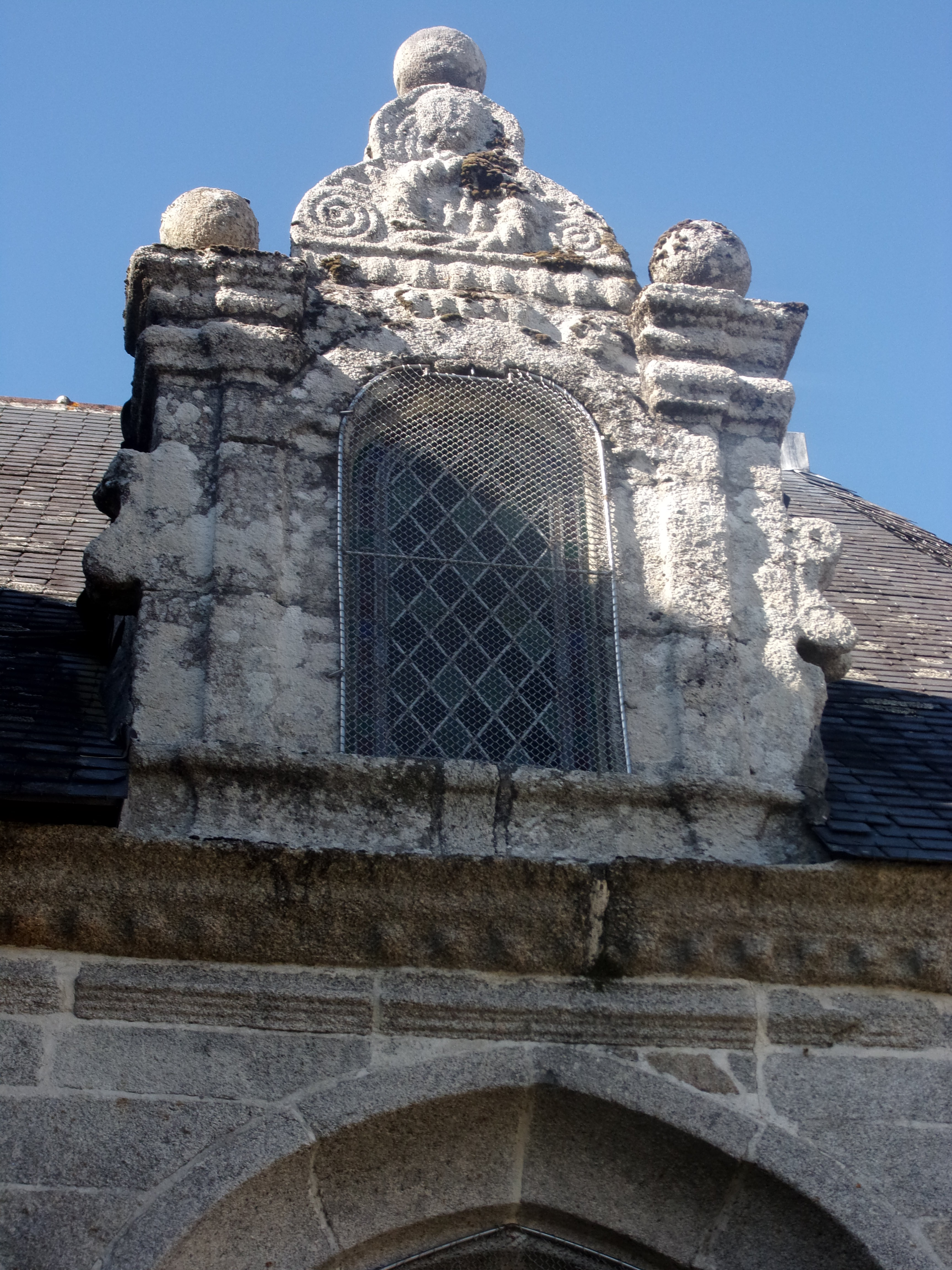
Lucarne de la façade sud.

## Intérieur de l'édifice
À l'intérieur de l'église se trouve un mobilier intéressant.
- Dans le chœur un autel du XVIIe siècle et un retable du XVIIIe siècle.
- Dans les bras nord et sud du transept : deux autels et retables des XVIIIe et XIXe siècles
- Un bénitier sous porche de 1688.
- Dans le chœur des stalles datées de 1829.
- Des fonts baptismaux du XVIe siècle et du XVIIe siècle.

S'y ajoutent de nombreux tableaux et statues.
| - La nef et le chœur avec son retable. |